# Alan Sked
Alan Sked, né le 22 août 1947, est un universitaire et homme politique britannique.

## Biographie
En novembre 1991, il fonde la Ligue anti-fédéraliste, qui devient en 1993 le Parti pour l'indépendance du Royaume-Uni (UKIP).

## Résultats électoraux

### Chambres des communes
| Élection          | Circonscription | Parti | Parti                  | Voix  | %   | Résultats |
| ----------------- | --------------- | ----- | ---------------------- | ----- | --- | --------- |
| Générales de 1970 | Paisley         |       | Libéral                | 2 918 | 6,2 | Échec     |
| Générales de 1992 | Bath            |       | Ligue anti-fédéraliste | 117   | 0,2 | Échec     |
| Partielle de 1993 | Newbury         |       | Ligue anti-fédéraliste | 601   | 1,0 | Échec     |
| Partielle de 1993 | Christchurch    |       | Ligue anti-fédéraliste | 878   | 1,6 | Échec     |
| Générales de 1997 | Romsey          |       | UKIP                   | 1 824 | 3,5 | Échec     |

## Publications
- Avec Chris Cook, Crisis and Controversy: Essays in Honour of A.J.P. Taylor, Macmillan, 1976
- Avec Chris Cook, Post-war Britain: A political history, 1979 (réimp. 1993)
- The Survival of the Habsburg Empire: Radetzky, the imperial army and the class war, 1848, Longmans, 1979
- Britain's Decline: problems and perspectives, Basil Blackwell, 1987
- The Decline and Fall of the Habsburg Empire: 1815-1918, Longman, 2001
- Metternich and Austria: An Evaluation, Palgrave MacMillan, 2007
- Radetzky: Imperial Victor and Military Genius, I.B. Tauris, 2011